# Франкен, Джованни
Джованни Франческо Захариас Франкен (нидерл. Giovanni Francesco Zacharias Franken, 14 ноября 1977, Роттердам) — нидерландский футболист и тренер. Выступал за сборную Нидерландских Антильских островов.

## Карьера
В качестве футболиста выступал за различные нидерландские коллективы низших лиг. Лишь в 2000—2002 гг. Франкен играл в клубе Эредивизи «Валвейк», за который он провел восемь матчей. В 2004 году полузащитник принял предложение сборной Нидерландских Антильских островов. За четыре года он провел за нее семь матчей в рамках квалификаций к ЧМ-2006 и ЧМ-2010.
После завершения карьеру Франкен занялся тренерской деятельностью в команде РВВХ. Некоторое время он совмещал в ней работу с карьерой футболиста. С октября 2013 по август 2015 года специалист возглавлял сборную Арубы, параллельно оставаясь наставником РВВХ. В 2014 году привлекал к тренировкам и к товарищеским матчам арубанцев будущего игрока сборной Нидерландов Дензела Дюмфриса.
В 2019 году наставник попал в систему «АДО Ден Хааг». Поработав с юниорской и молодежной командой, Джованни Франкен стал ассистентом Рюда Брода. В феврале 2022 года после его отставки он стал исполняющем обязанности главным тренером «АДО Ден Хааг».